# دیزنی پارکس
دیزنی پارکس (انگلیسی: Disney Parks) شرکت سرگرمی آمریکایی است، که در سال ۱۹۷۱ تأسیس شد.